# Paracytherois
Paracytherois is een geslacht van kreeftachtigen uit de klasse van de Ostracoda (mosselkreeftjes).

## Soorten
- Paracytherois acuminata Mueller, 1894
- Paracytherois agigensis Caraion, 1963
- Paracytherois angusta Zhao, 1988
- Paracytherois antarctica Hartmann, 1993
- Paracytherois arcuata (Brady, 1868) Puri, Bonaduce & Malloy, 1965
- Paracytherois binhaiensis Yang in Hou,Chen, Yang, Ho, Zhou & Tian, 1982
- Paracytherois bondi Yasuhara, Okahashi & Cronin, 2009
- Paracytherois chukchiensis Joy & Clark, 1977
- Paracytherois ensiforme (Brady, 1868)
- Paracytherois eocaenica McKenzie, Reyment & Reyment, 1993 †
- Paracytherois extensa Zhao (Yi-Chun) (Quan-Hong) in Wang et al., 1988
- Paracytherois feiminga Hu & Tao, 2008
- Paracytherois flexuosa (Brady, 1867) Mueller, 1912
- Paracytherois levis (Muller)
- Paracytherois meridionalis (Bold, 1946) Bold, 1963 †
- Paracytherois mexicana McKenzie & Swain, 1967
- Paracytherois mutsuensis Ishizaki, 1971
- Paracytherois oblonga Mueller, 1894
- Paracytherois parallela Mueller, 1908
- Paracytherois parva Suzin, 1956 †
- Paracytherois portphillipensis Mckenzie, 1967
- Paracytherois praegracilis Herrig, 1964 †
- Paracytherois producta (Brady & Norman, 1889) Mueller, 1912
- Paracytherois rara Mueller, 1894
- Paracytherois similis Mueller, 1908
- Paracytherois striata Mueller, 1894
- Paracytherois striolata Ruan in Zeng, Ruan, Xu, Sun & Su, 1988
- Paracytherois suedgeorgensis Hartmann, 1989
- Paracytherois sulcata Mueller, 1894
- Paracytherois tenera (Brady, Crosskey & Robertson, 1874)
- Paracytherois tosaensis Ishizaki, 1968
- Paracytherois vanhoeffeni Mueller, 1908